# Ramona (serie de televisión)
Ramona es una serie de televisión chilena transmitida por Televisión Nacional de Chile y producida por Wood Producciones. Fue creada por Guillermo Calderón y dirigida por Andrés Wood. Es protagonizada por Giannina Fruttero, Paola Lattus y Belén Herrera. Con las actuaciones de Daniel Muñoz, Francisca Lewin, Roberto Farías, Andrea Freund, Roxana Naranjo, entre otros.
La serie se adjudicó en el 2013 los fondos del Consejo Nacional de Televisión, evaluados en $513.362.073, para su realización. Las grabaciones finalizaron el 24 de octubre de 2015.

## Trama
A fines de la década de los sesenta, Ramona (Giannina Fruttero) y Helga (Belén Herrera), son dos jóvenes hermanas, quienes se ven obligadas a dejar su vida en el campo para emigrar a Santiago, después que su madre muriera y fuera insoportable seguir aguantando los abusos de su padre. Las muchachas llegan a la gran ciudad con la esperanza de encontrar un pariente lejano que finalmente nunca existió. Sin techo donde dormir, las campesinas se asientan en un campamento instalado en las afueras de la capital. Es ahí donde conocerán a Carmen (Paola Lattus), una prostituta que les enseñará cómo sobrevivir en este mundo marginal.
Poco a poco, las tres mujeres se involucrarán en un movimiento político que promueve la adquisición de estos terrenos, comprometiéndose además a sacarlas de la pobreza. Para sobrevivir comenzarán a trabajar haciendo aseo, lavando ropa y bailando en clubes nocturnos. Estas mujeres también vivirán el amor y dolor. Así, deberán luchar por vivir en una ciudad que empieza a crecer y desarrollarse.
Ramona abarca los cambios políticos y socioculturales del Chile que abrazaba la turbulenta década de los setenta, con temáticas como la reforma agraria y el surgimiento de las poblaciones marginales en la periferia de la ciudad, conocidas anteriormente como "poblaciones callampas".

## Elenco
| Actor             | Personaje        |
| ----------------- | ---------------- |
| Giannina Fruttero | Ramona Sandoval  |
| Belén Herrera     | Helga Sandoval   |
| Paola Lattus      | Carmen Pino      |
| Daniel Muñoz      | Héctor Carter    |
| Roberto Farías    | Nelson Peña      |
| Francisca Lewin   | Soledad Ortúzar  |
| Andrea Freund     | Patricia García  |
| Marcial Tagle     | Dionisio Cruz    |
| Gabriela Aguilera | Zoila Núñez      |
| Roxana Naranjo    | Eugenia Salazar  |
| Andrew Bargsted   | Sergio Cruz      |
| Valentina Flores  | Luisa Ortúzar    |
| Luis Dubó         | Víctor Lizana    |
| Trinidad González | Teresa Cifuentes |
| Mario Soto        | Mario Rubio      |
| Sergio Piña       | Máximo Valdés    |

## Premios y nominaciones
| Año  | Premio                                                        | Categoría                                              | Nominados         | Resultados |
| ---- | ------------------------------------------------------------- | ------------------------------------------------------ | ----------------- | ---------- |
| 2017 | Festival Internacional de Programas Audiovisuales de Biarritz | Mejor serie                                            | Mejor serie       | Ganador    |
| 2017 | Festival Internacional de Programas Audiovisuales de Biarritz | Mejor interpretación femenina en series                | Giannina Fruttero | Ganadora   |
| 2018 | Premios Platino                                               | Mejor Interpretación Femenina en Miniserie o Teleserie | Giannina Fruttero | Nominada   |
| 2018 | Premios Pulsar                                                | Mejor música para audiovisuales                        | Miranda y Tobar   | Nominados  |
| 2019 | Premios Caleuche                                              | Mejor actriz protagónica                               | Giannina Fruttero | Ganadora   |
| 2019 | Premios Caleuche                                              | Mejor actriz protagónica                               | Belén Herrera     | Nominada   |
| 2019 | Premios Caleuche                                              | Mejor actriz protagónica                               | Paola Lattus      | Nominada   |
| 2019 | Premios Caleuche                                              | Mejor actor de soporte                                 | Héctor Alfaro     | Nominado   |